# 리순신장군훈장

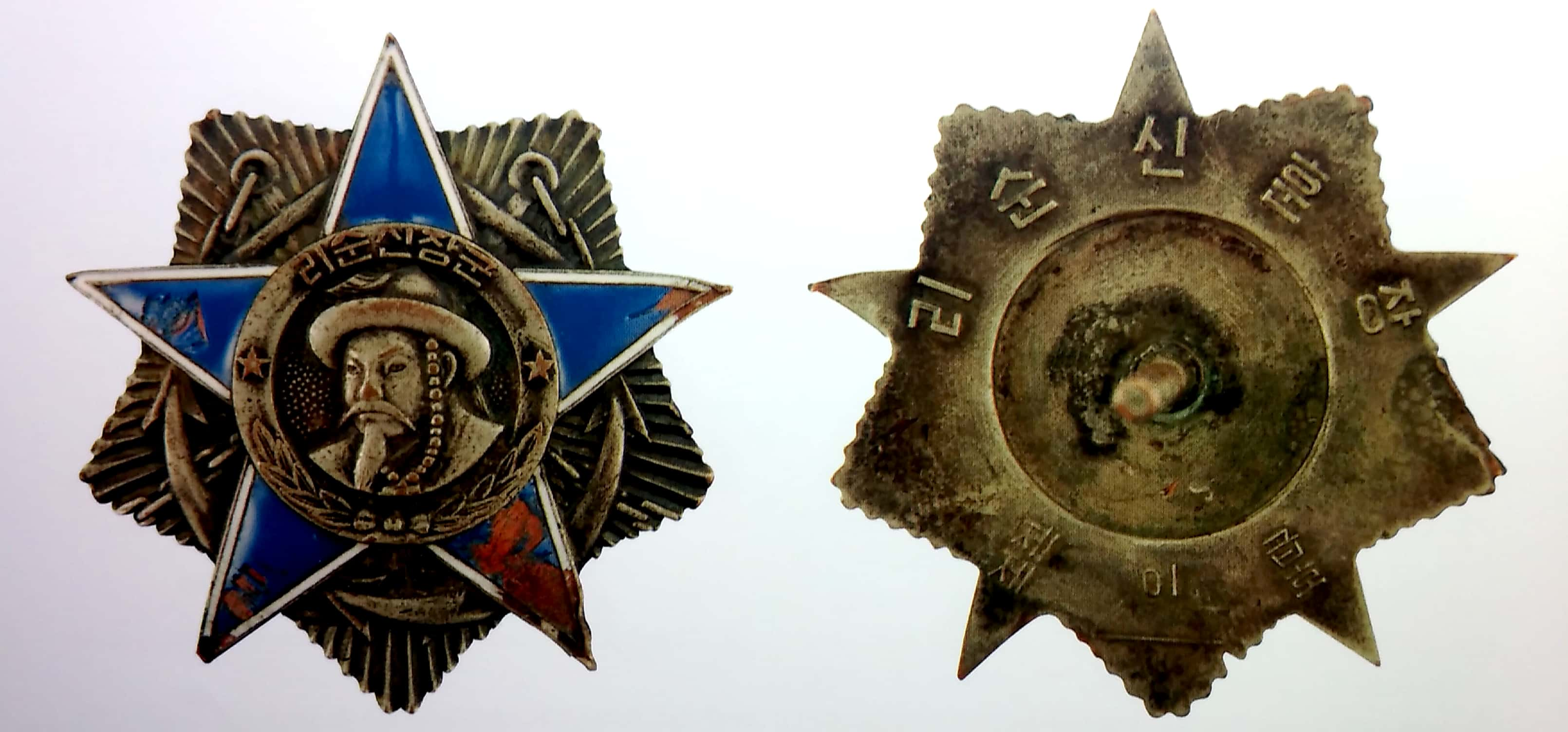
리순신장군훈장 제2급

리순신장군훈장(李舜臣將軍勳章,표준어: 이순신장군훈장)은 1950년 7월 13일 조선민주주의인민공화국 최고인민회의 상임위원회 정령으로 제정된 2급수제의 조선인민군 해군 군관 전용 훈장으로, 조선 중기의 무관 이순신의 이름을 본따 제정되었다.  
한국 전쟁 개전 이후에 제정된 군사 훈장 중 유일하게 휴전 이후 삭제된 것으로 추정되며, 제2급만 전쟁 중 극소수 수훈되었다.

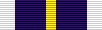
리순신장군훈장 제1급 리본
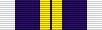
리순신장군훈장 제2급 리본

## 훈장 규정
《리순신장군훈장 제1급 제2급에 관한 규정》은 다음과 같다.

제1조 리순신장군훈장은 조국의 통일 자유 및 독립을 위한 전쟁에서 적에게 막대한 손실을 주었으며 우세한 적과의 투쟁에서 승리를 쟁취하게 한 해상 작전을 계획진행하여 탁월한 전과를 보장한 조선민주주의인민공화국 해군 군관들에게 수여한다.

제2조 리순신장군훈장의 수여는 조선민주주의인민공화국 최고인민회의 상임위원회의 정령으로 이를 행한다

제3조 리순신장군훈장은 제1급 제2급의 두 등급으로 한다

제4조 리순신장군훈장 제1급은 다음에 해당하는 조선민주주의인민공화국 해군 군관들에게 수여한다

(1) 적에 대항하여 해상 또는 그의 해안에서 능숙히 작전을 조직 진행하며 해군의 모든 병력과 수단의 긴밀한 협동 동작 하에 적에게 불의적이며 결정적인 타격을 가하여 적의 해군력 또는 해안 기지 및 요새를 소멸함에 있어서 공훈을 세운 데 대하여
(2) 적의 교통 요점에서 해전을 능숙히 조직 진행하여 다수의 군함과 수송선을 격침시킨 데 대하여
(3) 작전 또는 전투를 지휘함에 있어서 주도성과 결단성을 발휘한 결과 숫자적으로 우세한 적을 격멸하고 자기 병력의 전투력을 보존하여 부여된 임무를 완수한 데 대하여
(4) 상륙대 작전을 능숙하고도 응밀히 조직 진행한 결과 상륙대가 최소의 손실로써 적 해안에서의 기본 임무를 완수한 데 대하여
(5) 대 상륙작전을 능숙히 조직 진행한 결과 적에게 대손실을 주어 적으로 하여금 상륙을 포기하게 한 데 대하여
(6) 해군의 해권, 자국의 교통 요점 기지 및 해안의 방어를 보장하는 적극적인 행동을 능숙히 진행한 데 대하여
(7) 해군력과 육전대의 적극적 행동으로써 적의 해안에서 육군의 측을지워하는 작전을 능숙히 조직 진행한 데 대하여
제5조 리순신장군훈장 제2급은 다음에 해당하는 조선민주주의인민공화국 해군 군관들에게 수여한다
(1) 숫자적으로 우세한 적과의 해전에서 그의 막대한 역량을 소멸하게한 능숙한 지휘와 성과적 행동에 대하여
(2) 적의 기지와 해안 목표물에 대하여 능숙하고 민첩하며 과감한 기습 행동을 하여 그의 대병력과 기재를 소멸한 데 대하여
(3) 적의 교통 요점에서 강력한 경계 밑에 있는 적의 기본적 군함과 수송선 및 숫자적으로 우세한 적을 소멸하게 한 성과적이며 과감한 행동에 대하여
(4) 상륙대 작전에 참가하는 해군 부대를 능숙히 조직 지휘하거나 전술적 상륙대를 상륙시키는 작전을 성과적으로 진행한 데 대하여
(5) 전투 임무를 성과적으로 완수하였거나 해군의 모든 역량과 기재의 능숙하고도 정밀한 협동 동작을 조직하여 적의 막대한 병력을 소멸한 데 대하여
(6) 작전을 능숙히 지휘 보장함으로써 막대한 전과를 쟁취한 데 대하여
제6조 리순신장군훈장을 수여받는 자는 제1급에 있어서는 국기훈장 제1급, 제2급에 있어서는 국기훈장 제2급에 규정한 특권을 받는다

제7조 리순신장군훈장 제1급 제2급을 수여받는 자가 전사 또는 사망한 뒤에는 그의 모든 훈장과 훈장 문건은 그의 가족에게 넘겨주어 기념품으로 보존하게한다

제8조 리순신장군훈장은 조선민주주의인민공화국 최고인민회의 상임위원회만이 이를 박탈할 수 있다

제9조 리순신장군훈장은 오른편 가슴에 패용한다

## 한국전쟁 중 수여 횟수
| 급수  | 조선인민군 해군 |
| ----- | --------------- |
| 제1급 | 0회             |
| 제2급 | 22회            |

리순신장군훈장은 조선민주주의인민공화국의 역대 훈장 중 가장 적은 수여량을 기록하며, 공식 문건은 제정 장시의 문헌만 확인할 수 있을 뿐 훈장 자체는 북한 현지에서도 확인할 수 없다.
제1급의 경우 수여된 적이 없으나 사전 제작은 된 것으로 추정되며, 폴란드 정부가 소장 중이다.